# Štefan Polyák
Štefan Polyák (2. července 1882 Budapešť – 6. května 1946 Baden-Baden nebo 1947 Švýcarsko) byl slovenský a československý politik a meziválečný poslanec Národního shromáždění za Hlinkovu slovenskou ľudovou stranu, za tzv. slovenského štátu státní tajemník v slovenském ministerstvu zahraničního věcí.

## Biografie
Podle údajů k roku 1930 byl rolníkem v Záblatie u Trenčína.
V parlamentních volbách v roce 1925 získal za Hlinkovu slovenskou ľudovou stranu poslanecké křeslo v Národním shromáždění. Mandát obhájil v parlamentních volbách v roce 1929.
Později přešel do horní parlamentní komory. V parlamentních volbách v roce 1935 získal za Hlinkovu slovenskou ľudovou stranu (respektive za širší opoziční alianci Autonomistický blok) senátorské křeslo v Národním shromáždění. V senátu setrval do jeho zrušení v roce 1939. V prosinci 1938 byl rovněž zvolen ve volbách do Sněmu Slovenskej krajiny.
Politicky se angažoval i za tzv. slovenského štátu. Pracoval jako státní tajemník v slovenském ministerstvu zahraničního věcí. Když v roce 1942 poklesl politický vliv Vojtecha Tuky na slovenskou politiku (z důvodů zdravotních i kvůli takzvané Sznackého aféře, v níž byl Tukův spolupracovník odhalen jako maďarský občan a agent), stal se Polyák místo Tuky faktickým šéfem ministerstva zahraničních věcí (formálně ovšem ministerstvo stejně jako vládu řídil Tuka).
Po válce emigroval do Švýcarska. Zemřel v roce 1946 v německém Baden-Badenu, nebo roku 1947 ve Švýcarsku.